# Villa Somalia

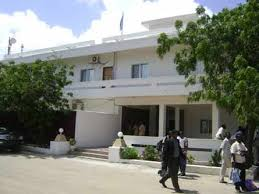
Villa Somalia

Die Villa Somalia ist der Präsidentenpalast aus der Zeit des italienischen Kolonialismus in Somalia. Er liegt in Mogadischu auf hohem Grund nahe dem Ufer des Indischen Ozeans, mit Zugang zum Hafen und Flughafen.

## Geschichte
Die italienischen Kolonialherren errichteten das Gebäude als Sitz ihres Gouverneurs auf einem 1936 noch völlig unbebauten Hügel. Zwischen 1937 und 1939 entstand ein aus Quadern zusammengesetzter Flachdach-Palast im Art-déco-Stil. Nach Erlangung der Unabhängigkeit 1960 wurde die Villa zum Regierungssitz.
Der dritte Präsident, der die Villa Somalia nutzte, war der zuletzt diktatorisch agierende Siad Barre. Unter seiner Ägide wurde das Ensemble weißer Flachbauten modernisiert und erweitert. Nach dessen Sturz 1991 nahm die Rebellenorganisation Vereinigter Somalischer Kongress (USC) unter Mohammed Farah Aidid das Gebäude ein. Nachdem sich der USC zwischen Aidid und Ali Mahdi Mohammed spaltete, kämpften die beiden Kriegsherren und deren Milizen um die Kontrolle über Mogadischu. In den darauffolgenden 15 Jahren des somalischen Bürgerkrieges blieb die Villa Somalia unter Kontrolle des Hawiya-Clans. Zuletzt wurde sie von Milizen von Hussein Mohammed Farah, dem Sohn und Nachfolger Aidids, gehalten. 2006, acht Wochen nach der Machtübernahme der Union islamischer Gerichte in Mogadischu, mussten sie sie abgeben. Die Union kündigte an, in der Villa Somalia ein islamisches Gericht einrichten zu wollen.
Ende 2006 nahm die Übergangsregierung Somalias das Gebäude von der Union islamischer Gerichte ein. Anfang 2007 besuchte Übergangspräsident Abdullahi Yusuf Ahmed erstmals Mogadischu und die Villa Somalia und kündigte an, die Regierung von ihrem provisorischen Sitz in Baidoa nach Mogadischu zu verlegen. Am 19. Januar wurde die Villa Somalia von Unbekannten mit Mörsern beschossen.
Von 2017 bis 2022 wohnte und regierte Mohamed Abdullahi Mohamed von der Villa Somalia aus. Seit 2022 ist sie Amtssitz des Präsidenten Hassan Sheikh Mohamud. Die Villa Somalia beherbergt verschiedene Regierungseinrichtungen und ist Veranstaltungsort von Empfängen und Konferenzen. Nachdem Sheikh Mohamud kurz nach seiner Wahl schon einem Attentat knapp entgangen war, wurde am 21. Februar 2014 eine Erstürmung des Gebäudes durch die Shebab-Miliz unter einigen beidseitigen Verlusten abgewendet.